# Marigny, Saône-et-Loire
Marigny este o comună în departamentul Saône-et-Loire, Franța. În 2009 avea o populație de 146 de locuitori.

## Evoluția populației
| An        | 1975 | 1982 | 1990 | 1999 | 2006 | 2009 |
| --------- | ---- | ---- | ---- | ---- | ---- | ---- |
| Populație | 184  | 181  | 141  | 118  | 132  | 146  |